# Dessin aux sables colorés

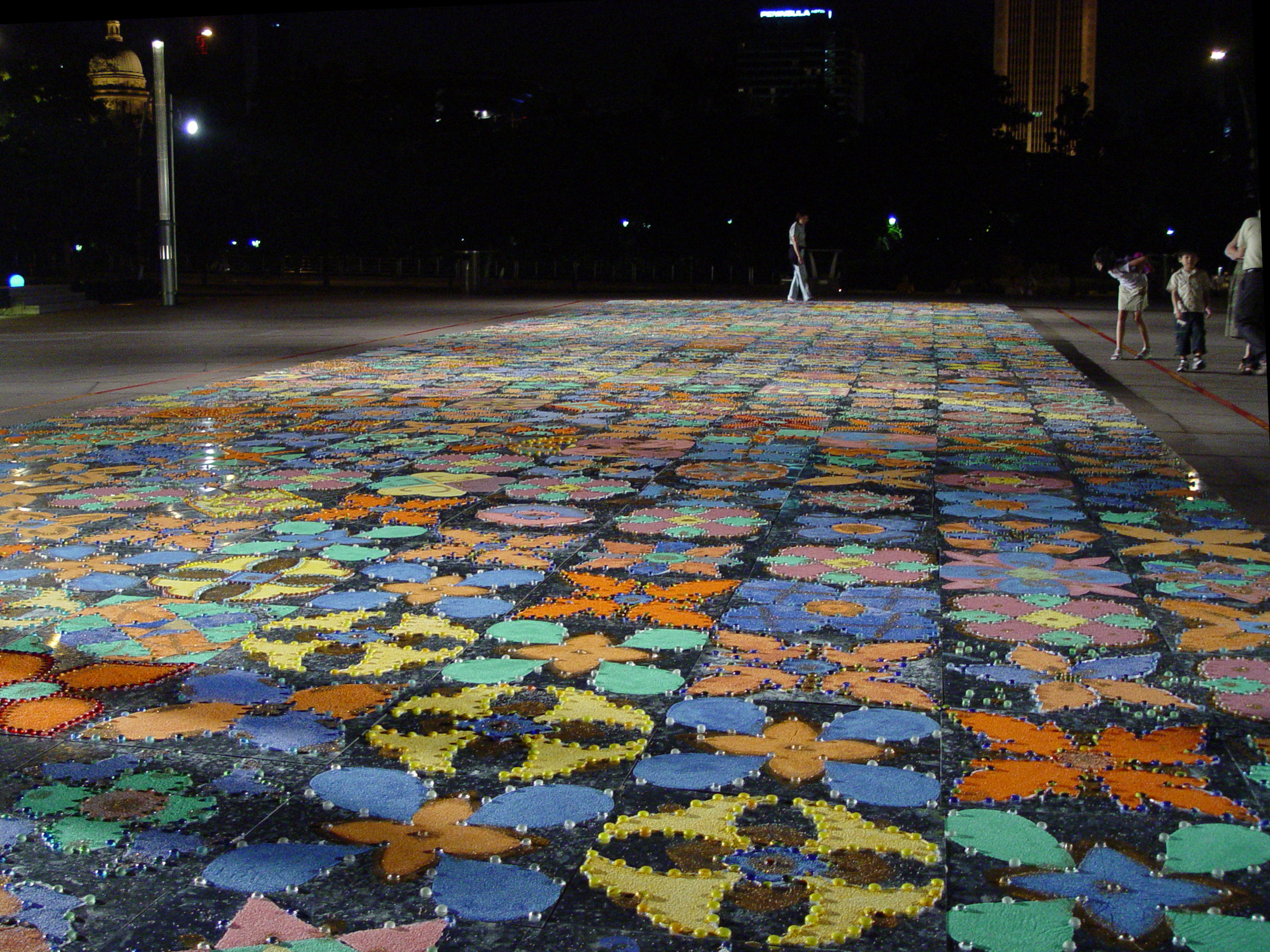
Rangoli, une forme populaire de sables colorés à Singapour.

Le dessin aux sables colorés est l'art de peindre en versant des sables colorés, des poudres pigmentées, des cristaux de minéraux ou des pigments provenant d'autres sources naturelles ou synthétiques sur une surface pour en faire un tableau. Les tableaux de sable fixés ou non fixés ont une histoire culturelle établie de longue date dans de nombreux groupes sociaux à travers le monde et sont souvent réalisés lors de rituels temporaires préparés pour les cérémonies religieuses ou de guérison. Il est également pratiqué par les amérindiens du sud ouest des États-Unis d'Amérique, par les moines bouddhistes tibétains, les aborigènes d'Australie ainsi que les Latino Américains à certaines dates du calendrier chrétien.
Aujourd'hui, le dessin aux sables colorés est un moyen d'expression artistique aussi bien qu'un loisir créatif.

## Histoire

### Origine amérindienne

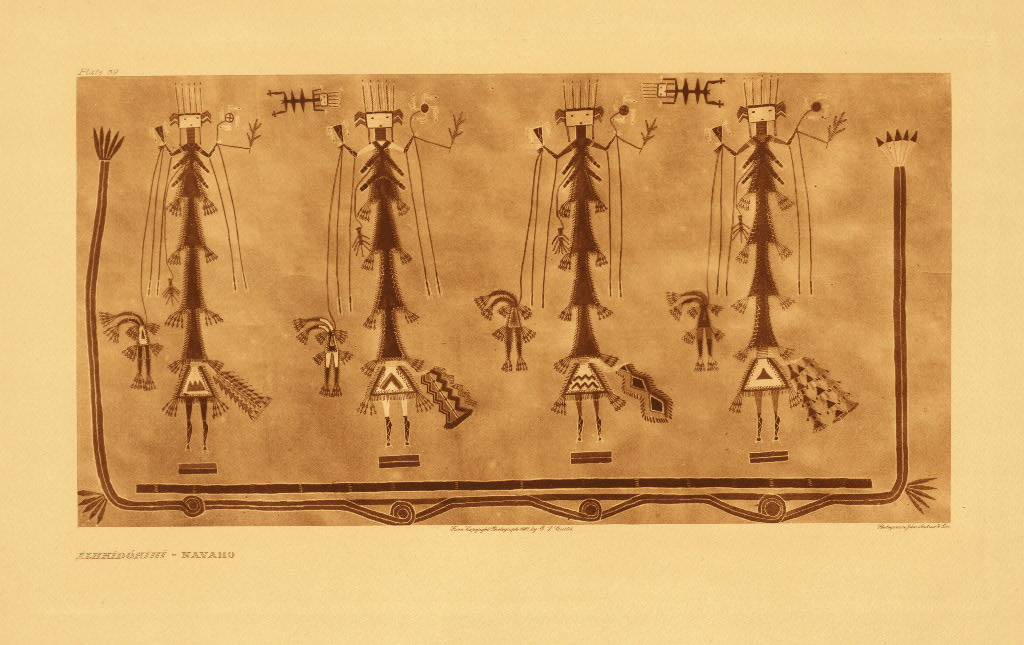
Peinture sur sable.

Dans la peinture aux sables colorés des amérindiens du sud-ouest (les plus célèbres sont les Navajos (connu sous le nom Dineh)), le Chaman (ou Hatałii) peint de façon détachée sur le sol du hogan où la cérémonie a lieu, ou sur une peau de daim ou sur une bâche en tissu, en laissant les sables colorés couler entre ses doigts de façon complètement maîtrisée et avec un savoir faire éprouvé. Il y a entre 600 et 1000 motifs traditionnels de peintures de sables identifiés chez les navajos. Ils ne considèrent pas les tableaux de sables comme des objets inanimés mais comme des âmes, des êtres vivants qui doivent être traités avec beaucoup de respect. Plus de 30 peintures de sable différentes peuvent être associées à une cérémonie.
Les couleurs sont habituellement obtenues avec des sables de couleur naturelle, gypse concassé (blanc), jaune ocre, grès rouge, le charbon de bois et d'un mélange de charbon et de gypse (bleu). Le brun peut être obtenu en mélangeant des pigments rouges et du noirs ; le rose avec des sables rouges et blancs. D'autres agents colorants consistent en de la farine de maïs, du pollen de fleurs, ou encore des racines et de l'écorce en poudre.
Les peintures sont uniquement réalisée à des fins de guérison. Beaucoup d'entre elles contiennent des images de Yeibicheii (le peuple saint chez les navajos). pendant qu'il réalise sa peinture, le chaman chante en demandant au yeibicheii de venir dans la peinture et aider le patient à guérir.
Quand le chaman a terminé sa peinture, il vérifie son exactitude. L'ordre et la symétrie de la peinture symbolisent l'harmonie qu'un patient souhaite rétablir dans sa vie. La précision d'une peinture de sable est censée déterminer son efficacité comme outil sacré. Le patient sera invité à s’asseoir sur la peinture de sable pendant que le chaman scande le chant de la guérison. Il y est dit que le fait de réaliser la peinture de sable selon les rites agi comme un portail attirant le Yeibicheii. Les pratiquants croient que s’asseoir sur la peinture de sable aide le patient à absorber la puissance surnaturelle, tandis que tour à tour les Saints gens vont absorber la maladie et l'emporter. Par la suite, lorsque la peinture de sable a effectué son œuvre, elle est considérée comme toxique car elle a absorbé la maladie. C'est pour cette raison que la peinture est détruite. En raison de la nature sacrée de la cérémonie, les peintures de sable sont commencées, terminées, utilisées et détruites dans les 12 heures.
Les cérémonies impliquant des peintures de sable sont généralement réalisées dans des périodes appelées «chants» durant un certain nombre de jours en fonction de la cérémonie. Au moins une peinture de sable est faite par jour.

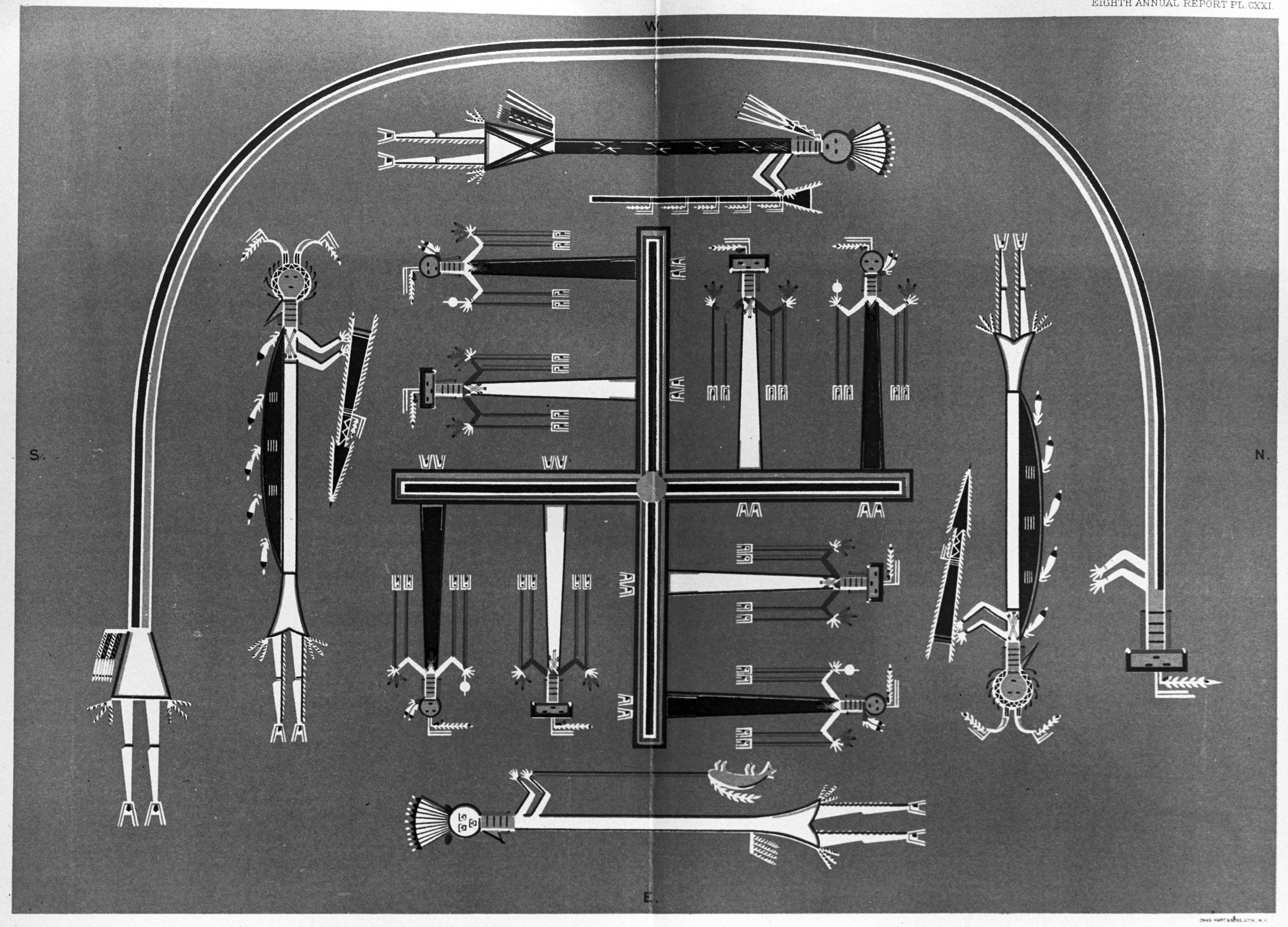
Navajo sandpainting, photo by H.S. Poley, published c. 1890-1908, Library of Congress

Certaines lois et tabous Navajo sont relatives aux peintures de sable et protéger leur statut d'œuvres saintes.
Les femmes ne sont pas censés chanter les chants associés à la yeibicheii. À la fois parce qu'une femme enceinte (l'enfant qu'elle porte) peut être blessée pendant la cérémonie et parce que d'un tabou empêche les femmes réglées d'assister au rite (Cependant, certaines cultures considèrent comme les menstruations et la présence de sang comme des éléments spirituels puissants qui devaient être retenus car ils représentent les forces de la vie.) Les femmes ménopausées sont accueillies comme chanteuses ou aides pour le chaman.
Les authentiques peintures de sable sont rarement photographiées afin de ne pas perturber le déroulement de la cérémonie. Pour de nombreuses raisons, les chamans accepteront rarement la présence d'étrangers lors d'une cérémonie sacrée. 
Cependant, du fait de la demande, certains chamans peuvent créer des tableaux de sable uniquement à des fins d'exposition, en utilisant des couleurs inversées et des variations afin de préserver les versions sacrées. Réaliser un authentique tableau de sable uniquement en vue de l'exposer est considéré comme un acte profane. Les peintures de sable destinées à la vente ne représentent donc pas les images sacrées.
La trace des plus anciennes instances créées, sous une forme permanente, pour la mise en valeur et la vente de tableaux de sables colorés navajos traditionnels remonte à une période située entre 1945 et 1955. L'indien navajo Hatałii nommé Fred Stevens, Jr. (écureuil gris) est généralement désigné comme la personne ayant développé la première méthode pérenne de commerce des tableaux de sables colorés navajos, méthode encore utilisée de nos jours (2015).

### L'art des aborigènes d’Australie
L'art des aborigènes d'Australie de peindre avec des sables colorés a une histoire qui s'étend sur plus de 30.000 ans, avec un large éventail de styles et de traditions indigènes. Celles-ci ont été étudiés au cours des dernières décennies et leur complexité est le fait d'une reconnaissance internationale accrue. cet art aborigène est réalisé sur une grande variété de supports tels la peinture aux sables colorés sur feuilles, sur sculpture en bois, sur gravures rupestres, sur des vêtements de cérémonie ainsi que des ornements artistiques trouvés sur des outils et des armes. C'est un des rituels clés de la culture aborigène. Il était et est toujours utilisé pour marquer un territoire, garder la mémoire du passé ainsi que d’interpréter les rêves (voir  la section correspondante de l'article Art des Aborigènes d'Australie).
Geoffrey Bardon  (1940, Sydney – 6 mai 2003), professeur d'art australien, a joué un rôle important dans la création de l'art aborigène du « Western Desert Movement » et dans la reconnaissance internationale de cet art. Sous l'influence de Bardon, les aînés ont participé aux questionnements soulevés par les formes d'arts qui voient le jour dans les années 1960 et 1970, en particulier l'extrême schématisation du « New York Minimalism » ". Dans l'histoire de la peinture « l'Abstraction Lyrique » de la fin des années 1960 est caractérisé par les peintures de Dan Christensen, Ronnie Landfield, Peter Young et d'autres, et avec le mouvement Fluxus et postminimalisme (un terme d'abord inventé par Robert Pincus-Witten dans les pages Artforum en 1969) ont cherché à étendre les limites de la peinture abstraite et minimaliste en mettant l'accent sur le procédé, les nouveaux matériaux et les nouveaux moyens d'expression ".
Ce rapport est dans la droite lignée des peintures de la fin des années soixante de Peter Young (artiste) et dess tableaux qui suivent dans les années soixante-dix produits par le Papunya Tula  
« Papunya Tula », ou « Papunya Tula Artists Pty Ltd » est une coopérative d'artistes formé en 1972 qui est détenue et exploitée par des aborigènes du désert occidental d'Australie. Kaapa Tjampitjinpa (1920) est l'un des premiers artistes de Papunya Tula connu pour son « Cérémonie des hommes pour le kangourou, Gulgardi », premier travail d'un artiste aborigène australien à remporter un prix d'art contemporain, et la première reconnaissance publique d'une peinture de Papunya.

### Tableaux tibétains

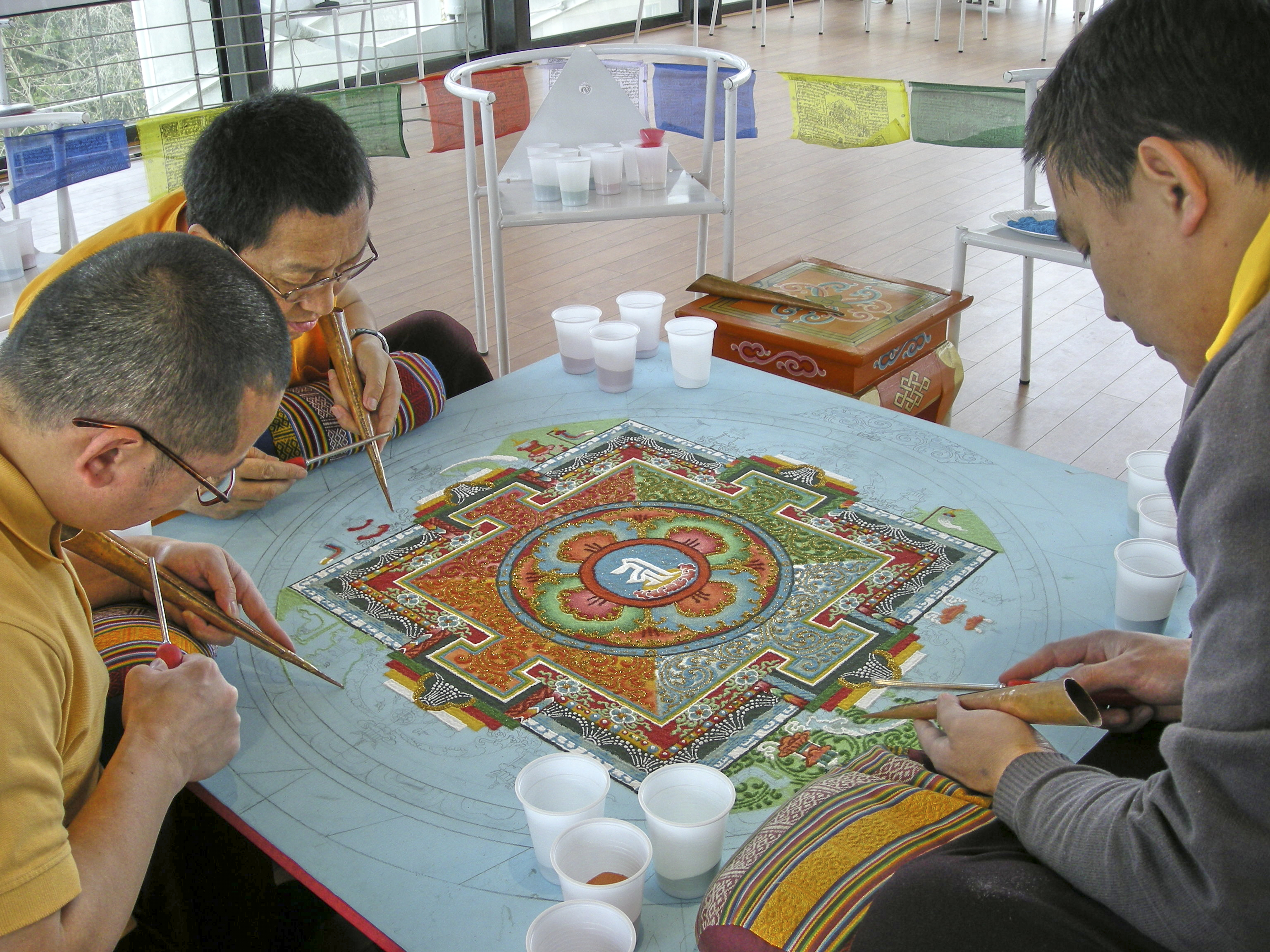
Mandala Sable 2008-05 montrant l'utilisation du Chak-pur tibétain.

Les peintures de sable des moines bouddhistes tibétains sont généralement composées mandalas, en tibétain : « dul-tson-kyil-Khor » (mandala de poudres colorées). Le sable est soigneusement placé sur une grande table plate. Le processus de construction prend plusieurs jours et le mandala est détruit peu après son achèvement, ce qui est une façon d'enseigner l'aspect éphémère de la vie et de la métaphore de « l'impermanence » (Pali: anicca) de tous les phénomènes simples et variés (Sanskrit: Pratitya-samutpada).
Le processus de peinture aux sables débute par une cérémonie d'ouverture au cours de laquelle les lamas tibétains, ou prêtres, consacrent le site et suscitent les forces de la bonté. Ils chantent, déclarent leur intention, jouent de la musique, récitent des mantras, etc.

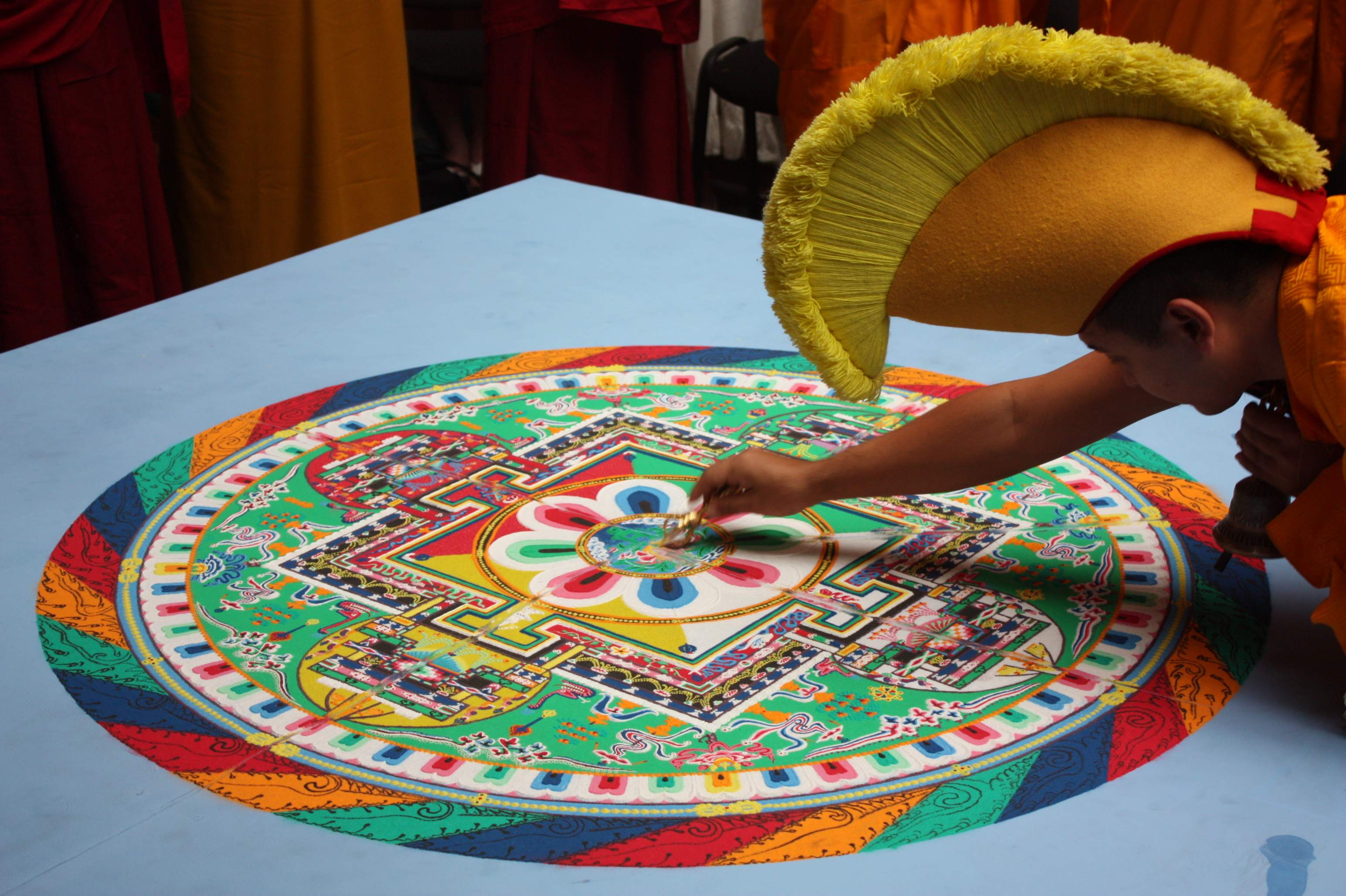
Un moine gelupa utilise un Vajra pour diviser cérémonieusement le mandala de sable de Tara verte lors du jour du Tibet à Moscou, 24 juin 2011.

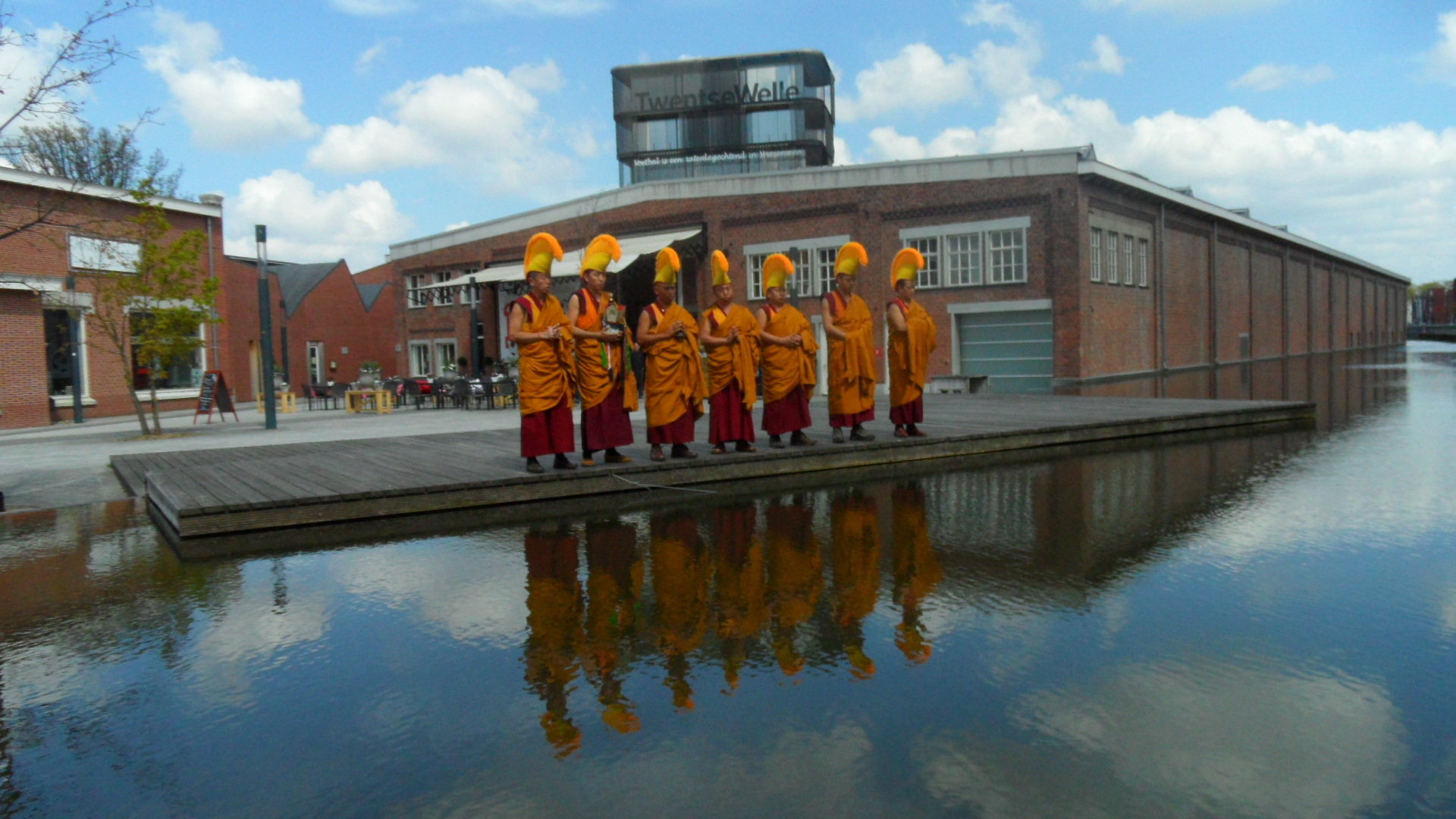
Moines tibétains dans une cérémonie après avoir brisé leur mandala, Twentse Welle

Le premier jour, les lamas commencent par dessiner une esquisse du mandala sur une plateforme en bois. Les jours suivants ils peignent avec les sables colorés en versant le sable au moyen d’entonnoirs métalliques traditionnels appelés « chak-pur ». Chaque moine tient son chak-pur dans une main et, de l'autre, fait glisser une tige de métal dentelée sur sa surface ; la vibration engendrée provoque de petits écoulement de sables sur le support. Ils produisent ainsi les icônes traditionnels constitués des formes géométriques appropriée et d'une multitude de symboles spirituels anciens ( Ashtamangala et attributs divins de yidam), de syllabes de semences, de mantra, le mandala de sable peint est utilisé comme outil ou instrument à destinées innombrables. Un des buts principaux est de consacrer à nouveau la terre et ses habitants. Lorsque la méditation est terminée, la peinture de sable est cérémonieusement détruite en utilisant un Vajra et le sable est ensuite recueilli et emmené dans un plan d'eau pour en offrande.

### Sénégal

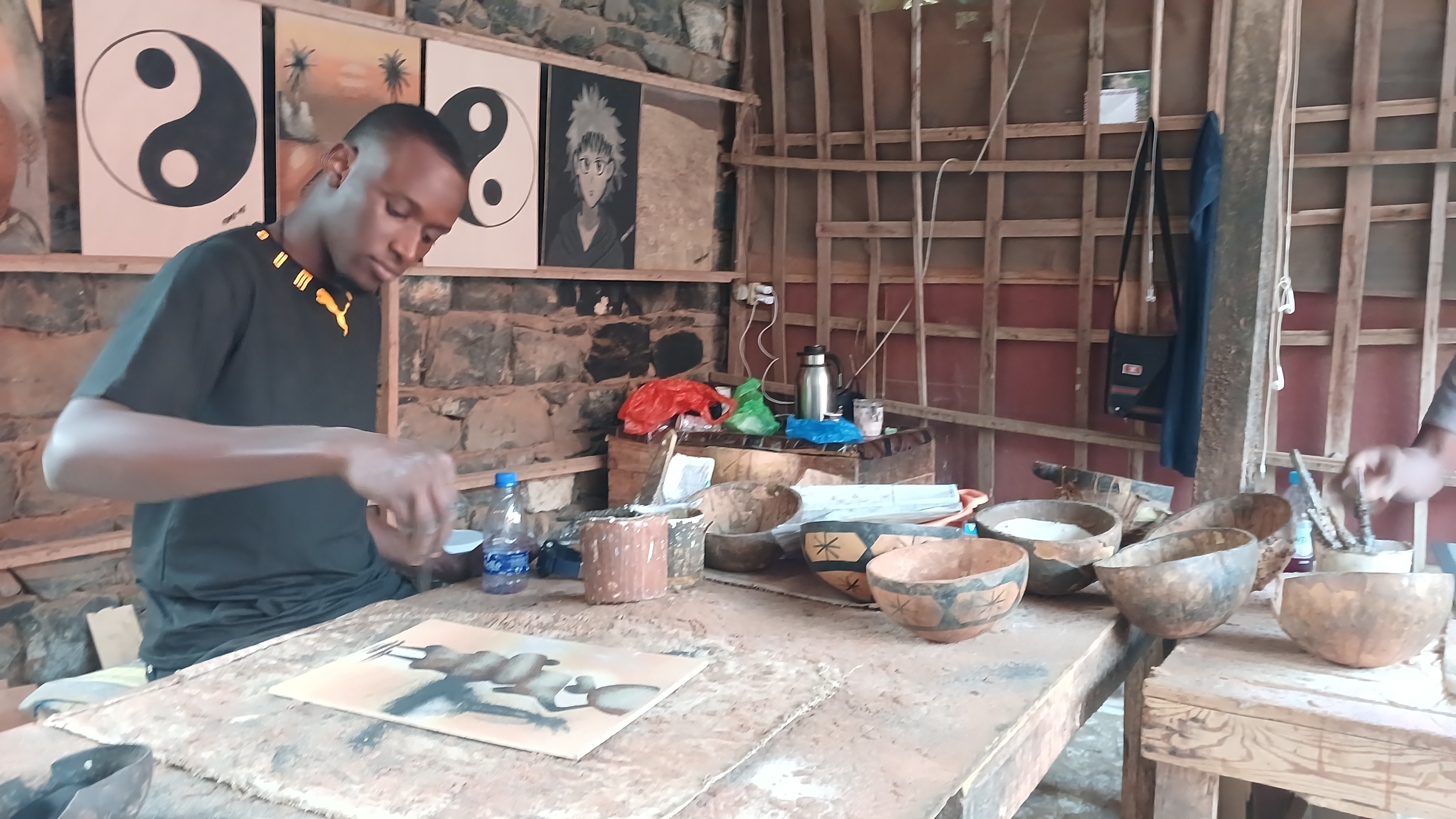
Peinture de Sable à l'Ile de Gorée

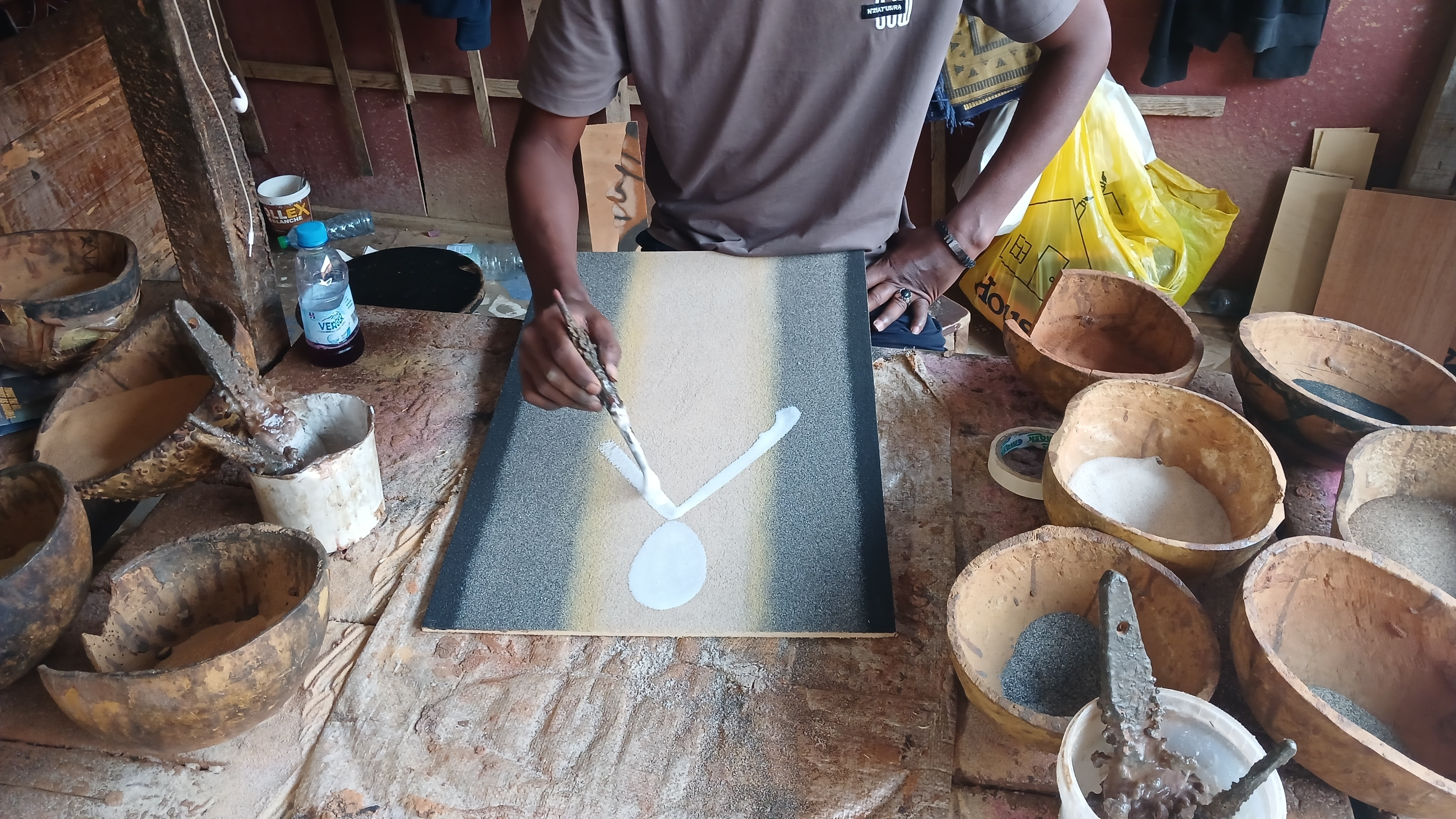
Peinture de Sable à Gorée

## Culture moderne
Actuellement, les dessins réalisé avec du sable coloré sont le plus souvent réalisés le jour de la fête des morts au Mexique et aux États-Unis d'Amérique. Les rues sont couvertes de tableaux de sables colorés, ensuite nettoyés, et qui symbolisent la nature éphémère de la vie. Mais le développement le plus impressionnant est le « Performance Art of Sand Animation » qui est à l'origine d'une nouvelle vague de jeunes artistes et a remis aux goûts du jour un intérêt pour tous les types de dessin aux sables.

### Techniques actuelles de sables colorés

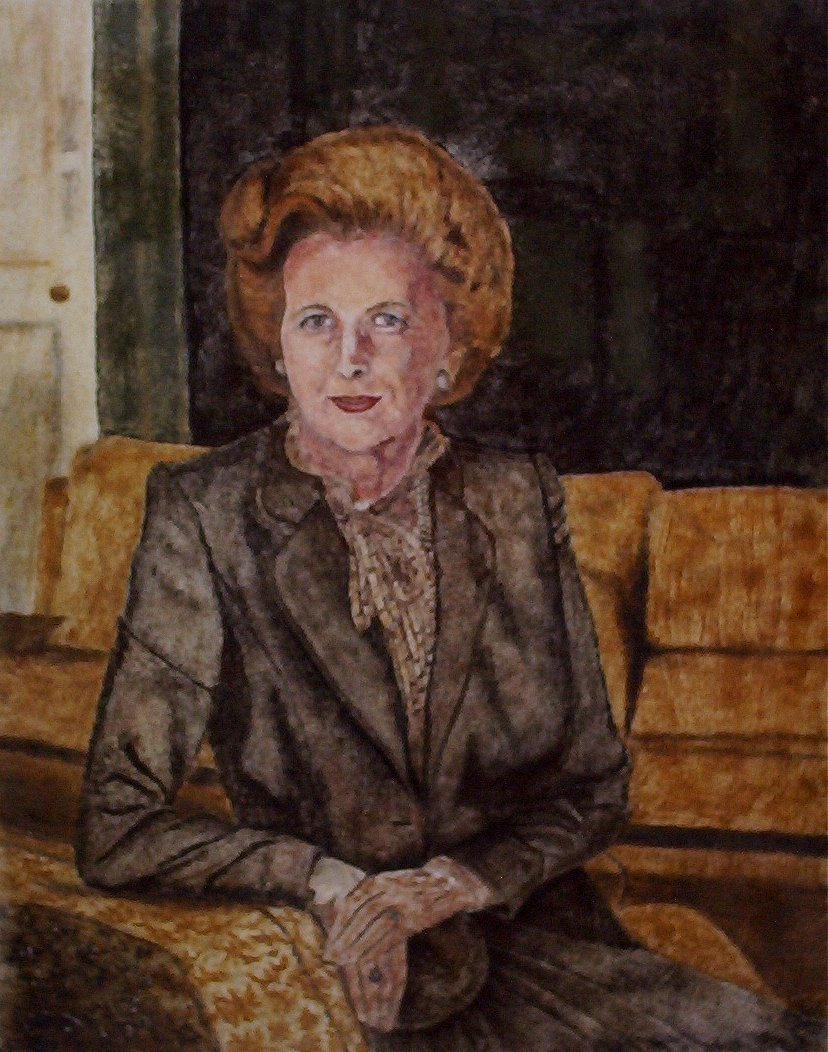
Brian Pike's 1985 portrait de Margaret Thatcher incorporant de la limaille de fer magnétisée dans la composition

Certains artistes travaillent exclusivement à partir de matériaux recyclés ou récupérés dans le respect de l'environnement. N'utilisant que des sables oxydés par séchage naturel et chargés en minéraux colorés avec éventuellement l'ajout de poudre de charbon de bois pour étendre la palette de nuance. Ces poudres sont épandues à travers un tamis ou «parsemées» à l'aide d'un entonnoir (cône) en papier sur la zone de l'image en cours d'élaboration, et ensuite étalées avec le doigt, une plume ou un pinceau voir soufflées à l'aide d'une paille ou encore à la jetée pour obtenir des transitions douces entre différentes zones, avant d'être fixées de façon permanente sur le support faisant office de toile, ceci en commençant par la teinte la plus sombre. Après avoir laissé sécher, l'artiste se déplace sur la prochaine zone à colorer.
D'autres artistes utilisent des sables  industriels (quartz) teintés avec des couleurs durables, résistantes aux intempéries, et de nouvelles générations de colles fortes. La technique consiste à esquisser le dessin sur la feuille de protection d'un support adhésif. Ensuite à l'aide d'un scalpel, les zones qui seront de même couleur sont ôtées par petites ou grandes pièces de façon à y construire la couleur et les motifs en saupoudrant les sables de teintes appropriées à la main. Une fois le tableau réalisé, celui-ci est protégé par une laque pulvérisée. Il n'est pas forcément nécessaire de placer ces tableaux sous verre de protection si les sables ou poudres sont prévus pour résister à l'effet de la lumière directe du soleil.